# Gusztáv svéd királyi herceg (1799–1877)
Gusztáv (németül: Gustav; Stockholm, Svédország, 1799. november 9. – Pillnitz, Szász Királyság, 1877. augusztus 5.), svéd királyi hercegként született, mint IV. Gusztáv Adolf svéd király elsőszülött fia és örököse, a svéd trón várományosa. Az osztrák hadsereg tisztjeként szolgált, majd Vasa hercege (németül: Prinz von Wasa) néven lett ismert, bár apja lemondatását követően szülőhazájában sosem ismerték el az ország trónörököseként. Száműzetésben hunyt el, egyetlen felnőttkort megért gyermeke Karola szász királyné.

## Élete

### Származása és családja

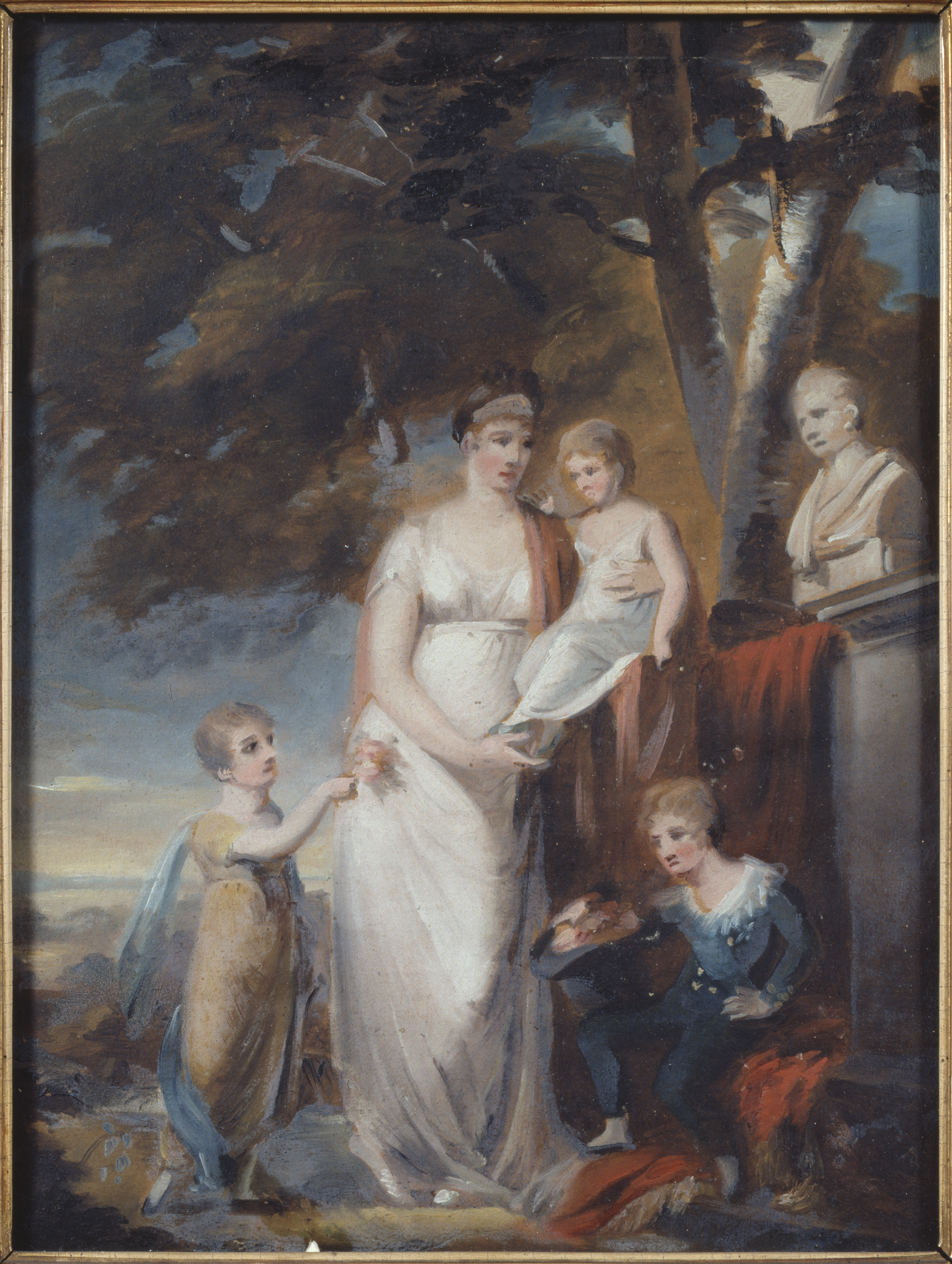
Friderika királyné gyermekeivel (balról jobbra: Zsófia, Amália és Gusztáv, valamint a fiatalon elhunyt Károly Gusztáv mellszobra) (Carl Frederik von Breda, gripsholmi kastély)

IV. Gusztáv Adolf svéd király elsőszülött fiaként jött világra 1799. november 9-én, a stockholmi királyi palotában. Édesanyja, Friderika királyné a badeni trónörökös herceg, Károly Lajos leánya volt, míg apai nagyszülei III. Gusztáv svéd király és Dániai Zsófia Magdolna voltak. Szüleinek további négy gyermeke született, három leány és egy fiú, ám Károly Gusztáv herceg mindössze két esztendős korában elhunyt, ezzel Gusztáv maradt szülei egyetlen fia.
A herceg az Oldenburg-ház oldalágából, a Holstein–Gottorpi-házból származott, így rokonságban állt a dán királyi családon túl az orosz Romanovokkal is. Édesanyja révén rokoni szálak fűzték számos német uralkodócsaládhoz, mint a bajor Wittelsbach-, Zähringen- vagy a Hesseni-házak.

### Svédország koronahercege

A herceg szülei, IV. Gusztáv Adolf és Friderika királyné (Jonas Forsslund, 1797 és 1800 között, gripsholmi kastély)

Kilenc éves volt, amikor édesapját 1809. március 13-án egy katonai államcsíny során megfosztották hatalmától és lemondatták a trónról. A koronát édesapja nagybátyának, Södermanland hercegének ajánlották fel. Gusztáv herceg eleinte családjával együtt a gripsholmi kastélyban élt fogságban, ám Posse ezredes 1809 decemberében külföldre menekítette őket. Sarolta királyné (az új király felesége) ismertté vált naplójában a herceget engedelmes és kötelességtudó gyermekként írta le, aki kivételes felfogóképességgel és tanulás iránti fogékonysággal bírt. 1810-ben, amikor elhunyt az új király örökbefogadott fia és örököse, Károly Ágost, apja és a Gusztáv-párt tagjai őt szánták az uralkodó utódjául. 
Az ifjú herceget I. Napóleon francia császár is támogatta, emellett ügyével az orosz cár, I. Sándor is szimpatizált. 1815-ben a bécsi kongresszuson a brit Sir Sidney Smith ismertette Gusztáv helyzetét, ami ellen Károly János (született: Jean Baptiste Bernadotte), tiltakozott, mivel addigra már ő volt a svéd király örököse, egyben örökbefogadott fia. Gusztávból végül sosem lett svéd király, a trónt 1818-ban Károly János örökölte, és azóta is a Bernadotte-ház adja az ország uralkodóit.

### Vasa hercege
Édesanyja 1816-ban vásárolta meg a romos itterburgi kastélyt, Gusztáv ezzel felvette a Itterburg grófja nevet. Tanulmányait befejezve Bécsbe ment, ahol I. Ferenc császár hozzájárulásával belépett az osztrák hadseregbe. Mivel megfosztották attól a jogától, hogy svéd hercegnek nevezhesse magát, az osztrák császár a Vasa hercege címet adta neki. A görög szabadságharc vége felé az a szóbeszéd járta, hogy Gusztáv is esélyes lehet az újonnan létrejövő állam élére, mint Görögország királya. Az 1832-es londoni konferencián a nagyhatalmak végül Bajor Ottót tették uralkodóvá.
1828-ban eljegyezte Marianna hercegnőt, I. Vilmos holland király legkisebb gyermekét, ám a házasságra svéd politikai nyomás miatt végül nem került sor. 1830. november 9-én, Karlsruhában (Badeni Nagyhercegség), harmincegyedik életévében feleségül vette a tizenkilenc esztendős unokatestvérét, Lujza Amáliát, Károly badeni nagyherceg és Stéphanie de Beauharnais legidősebb leányát. Két gyermekük született: 1832. február 3-án Lajos herceg, aki pár nappal világrajöttét követően, február 17-én el is hunyt, valamint 1833-ban Karola, aki később Antal szász király felesége lett. Gusztáv kapcsolata hitvesével hamar boldogtalanná vált, egyes állítások szerint 1844 augusztusában el is váltak.
Gusztáv herceg ezt követően utazó lett, aki Európa-szerte szállt meg fejedelmi rokonoknál vagy vendégeskedett előkelő ismerősöknél. Érdeklődési köre széles volt, így vadászatokon és lovastúrákon vett részt, érdekelte az építészet, a botanika, a művészetek és az irodalom is. 1877 nyarán, augusztus 5-én három hónapos betegség után hunyt el leánya, Karola szász királyné pillnitzi birtokán a Szász Királyságban, hetvenhét esztendős korában. Földi maradványait 1844-ben Stockholmba szállították, ahol is a Riddarholmskyrkanba helyezték el apja mellé.